# 2001 Mars Odyssey
2001 Mars Odyssey é uma sonda espacial americana destinada a orbitar e estudar o planeta Marte. Lançada em 7 de abril de 2001 a bordo de um Delta II a partir da Estação da Força Aérea de Cabo Canaveral, a sonda alcançou a órbita de Marte em 24 de outubro do mesmo ano. O objetivo principal da sonda é utilizar espectrômetros e imagens térmicas para detectar evidências de água e gelo na superfície de Marte, bem como estudar a geologia do planeta e o seu ambiente de radiação.
Espera-se que os dados obtidos pela Odyssey ajudem a responder dúvidas sobre a existência passada de vida em Marte, além de avaliar riscos associados a radiação que os futuros astronautas em Marte podem experimentar quando visitarem a superfície do planeta. A sonda ainda atua como um retransmissor, auxiliando as comunicações entre a Terra e o rover Curiosity e, anteriormente, ambos os Mars Exploration Rovers e a sonda Phoenix.
O projeto foi desenvolvido pela NASA, com a fabricação da sonda a cargo da Lockheed Martin, com um custo estimado para toda a missão de US$ 297 milhões. A missão foi nomeada como uma homenagem ao clássico filme 2001: A Space Odyssey, de 1968.
A sonda completou a sua missão principal, que decorreu-se entre fevereiro de 2002 e agosto de 2004, estando desde esta última data na fase de operação estendida. Em 15 de dezembro de 2010, a Odyssey estabeleceu o recorde de espaçonave mais antiga operando em Marte, com 3 340 dias de operação. Atualmente, a sonda possui propelente suficiente para manter sua órbita até 2025.

## Missão
Após cerca de 200 dias de voo interplanetário a Mars Odyssey inicia a órbita de inserção em Marte através do auxílio dos seus propulsores (com uma queima de 20 minutos) e através da técnica de travagem aerodinâmica (durante 90 dias) coloca-se na sua orbita final, de 2 horas, em Abril de 2002.
A missão primária da Mars Odyssey é a de realizar um levantamento global do clima marciano e possível existência de água no presente ou passado por forma a avaliar a possibilidade da existência de vida no planeta. A missão primária da missão terminou em Agosto de 2004 e encontra-se desde então a realizar a missão secundária (ou estendida) que pretende auxiliar futuras missões não robóticas a Marte.

## Sonda

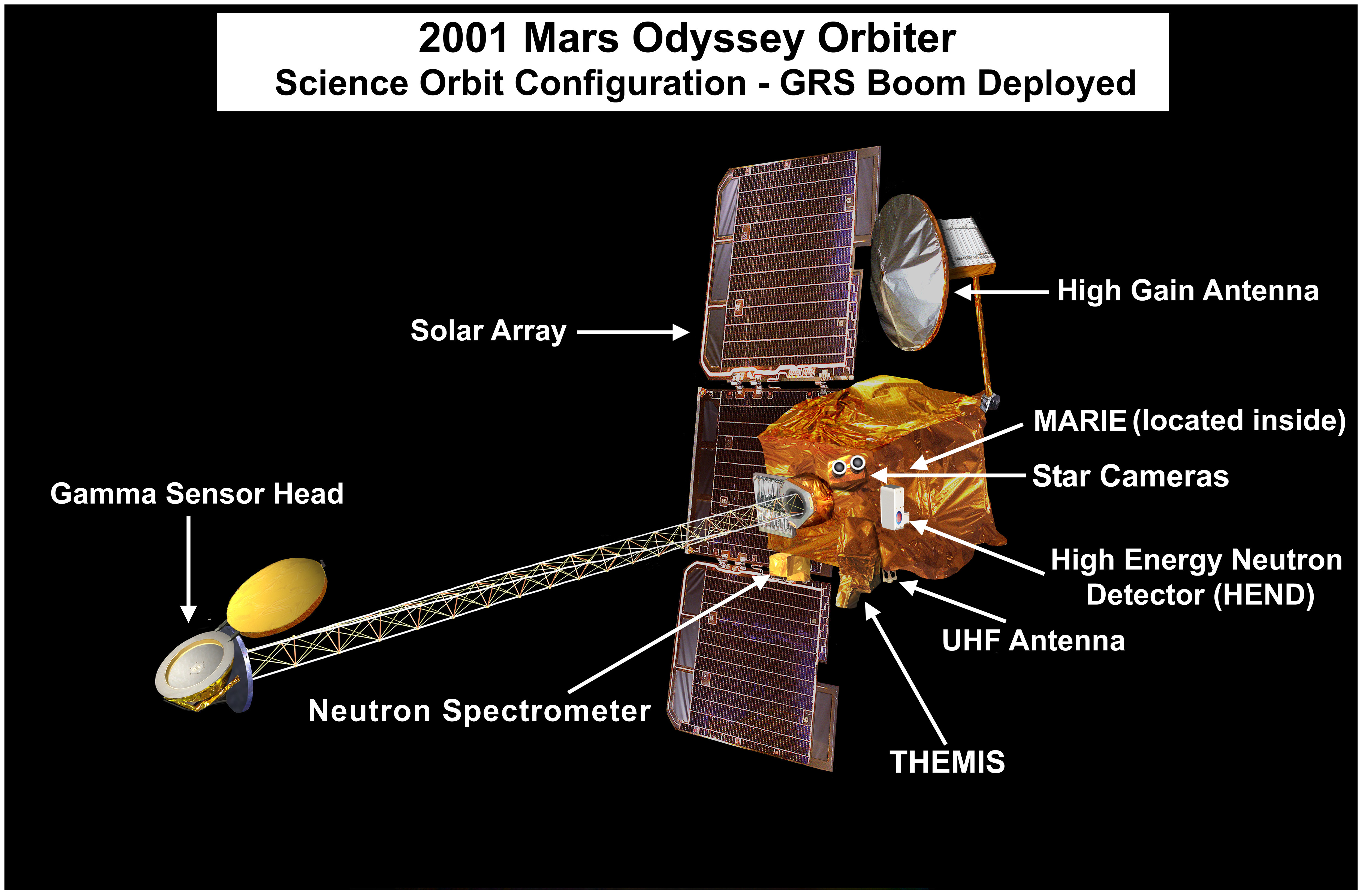
2001 Mars Odyssey

A 2001 Mars Odyssey é uma sonda orbital constituída por uma estrutura em alumínio e titânio com sensivelmente 2,2 por 1,7 e 2,6 metros. Colocados sobre esta estrutura, estão os painéis solares que alimentam a sonda de energia eléctrica, a antena de alto-ganho para comunicação com a Terra através Deep Space Network da NASA, bem como alguns instrumentos que não podem estar colocados em proximidade com o corpo da sonda.
A estrutura da sonda está dividida em duas parte distintas. Uma contém os tanques, as bombas e os exaustores do sistema de propulsão; a outra secção contém a parte principal dos instrumentos de pesquisa científica: o sistema imagético de emissão térmica (THEMIS), o espectrómetro de raios gama (GRS), o detector de neutrões de elevada energia (HEND), o espectrómetro de neutrões e a câmara estelar (para posicionamento e navegação).

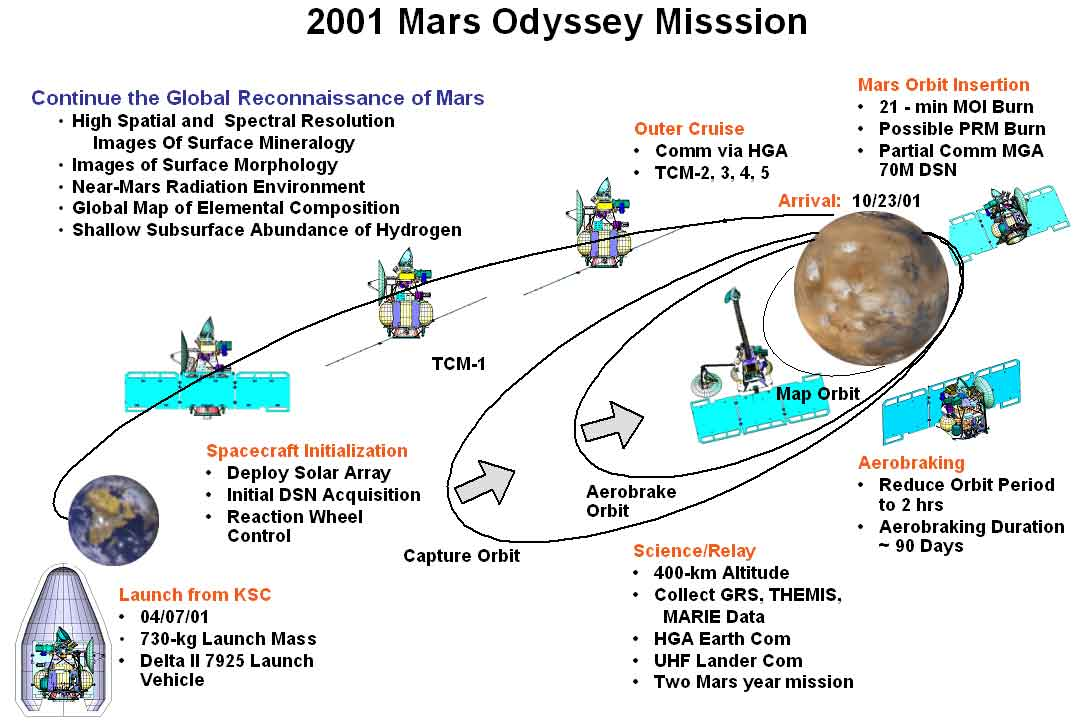
Trajetória de inserção da Sonda

No lançamento, a sonda tinha um peso de 725,0 kg, em que 332 kg correspondem à estrutura e sub-sistemas, 350 kg ao combustível e o restante aos instrumentos.

## Resultados
Após a conclusão, com sucesso, da sua missão primária, a 2001 Mars Odyssey tem continuado a cumprir objectivos ambiciosos, nomeadamente no auxílio à missão robótica na superfície do planeta (os dois rovers Spirit e Opportunity) realizando a retransmissão das comunicações dessa missão para Terra e vice-versa. Realiza, também, um reconhecimento prévio para preparação da chegada da missão Mars Reconnaissance Orbiter. Entretanto, a sonda demonstrou a existência de fortes evidências de presença de água na superfície (ou mesmo por debaixo da superfície) e realizou estudos importantes sobre as estações marcianas.

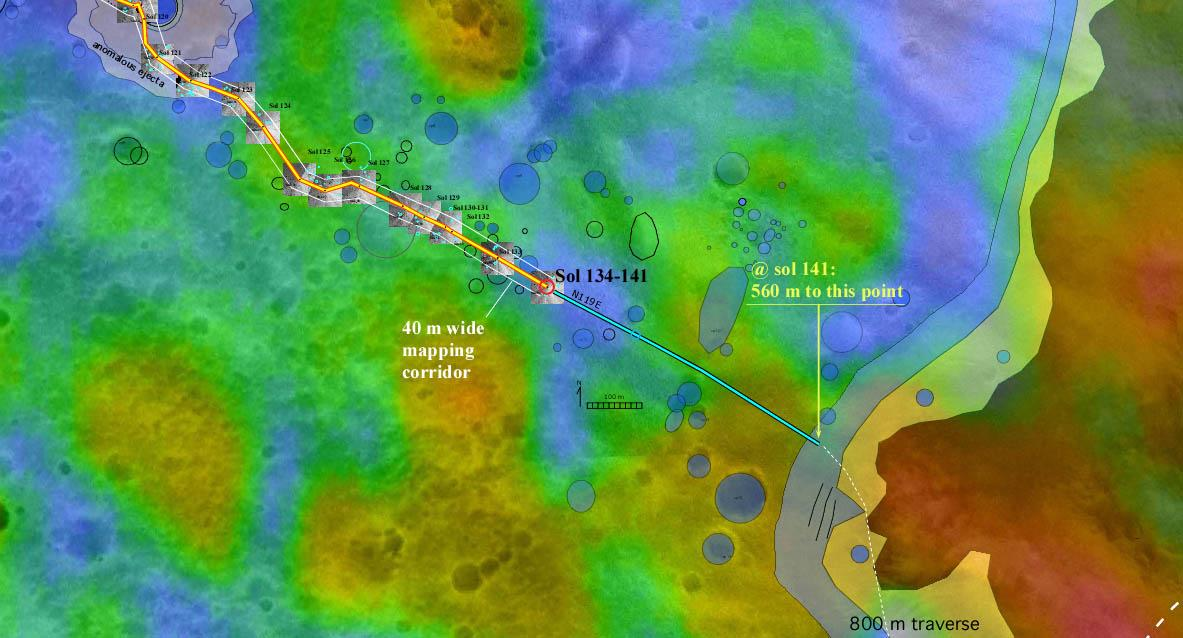
Ponto em destaque no "Sol 134-141" do trajeto do Rover Spirit em imagem obtida com o Mars Odyssey

A sonda teve uma alteração de nome antes do seu lançamento devido às missões Mars Climate Orbiter e Mars Polar Lander terem falhado os seus objectivos, tendo obtido o seu nome actual em homenagem à novela 2001: Uma Odisseia no Espaço, de Arthur C. Clarke.